# لورانس سوليفان روس
لورانس سوليفان روس (بالإنجليزية: Lawrence Sullivan Ross)‏ هو سياسي أمريكي، ولد في 27 سبتمبر 1838 بآيوا في الولايات المتحدة، وتوفي في 3 يناير 1898 في الولايات المتحدة. حزبياً، نشط في الحزب الديمقراطي. وقد انتخب عضو مجلس ولاية تكساس وانتخب حاكم ولاية تكساس (18 يناير 1887 – 20 يناير 1891).